# Masters de Malaisie
Pour l’article homonyme, voir Masters de Malaisie de snooker.
Ne doit pas être confondu avec Open de Malaisie (badminton).
Le Masters de Malaisie (anciennement appelé Open Grand Prix Gold de Malaisie) est un tournoi international annuel de badminton créé en 2009 par la Fédération malaisienne de badminton (BAM). Il fait partie depuis sa création des tournois professionnels classés Grand Prix Gold par la BWF. À partir de 2018, il est classé en catégorie Super 500 dans le nouveau circuit BWF World Tour. Il s'agit du second tournoi le plus important du pays après l'Open de Malaisie (tournoi Super 1000)

## Lieux
| Ville        | Année(s)                   |
| ------------ | -------------------------- |
| Johor Bahru  | 2009-2010, 2012, 2014      |
| Alor Setar   | 2011                       |
| Kuala Lumpur | 2013, 2018-2020, 2022-2025 |
| Kuching      | 2015                       |
| Penang       | 2016                       |
| Sibu         | 2017                       |

## Palmarès
| Année                    | Simple hommes          | Simple dames          | Double hommes                                  | Double dames                                      | Double mixte                                             |
| ------------------------ | ---------------------- | --------------------- | ---------------------------------------------- | ------------------------------------------------- | -------------------------------------------------------- |
| BWF Grand Prix Gold      |                        |                       |                                                |                                                   |                                                          |
| 2009                     | Lee Chong Wei          | Wang Shixian          | Koo Kien Keat Tan Boon Heong                   | Ma Jin Wang Xiaoli                                | Zheng Bo Ma Jin                                          |
| 2010                     | Lee Chong Wei          | Yip Pui Yin           | Markis Kido Hendra Setiawan                    | Duanganong Aroonkesorn Kunchala Voravichitchaikul | Devin Lahardi Fitriawan Liliyana Natsir                  |
| 2011                     | Lee Chong Wei          | Wang Xin              | Koo Kien Keat Tan Boon Heong                   | Miyuki Maeda Satoko Suetsuna                      | Tontowi Ahmad Liliyana Natsir                            |
| 2012                     | Lee Chong Wei          | Busanan Ongbumrungpan | Koo Kien Keat Tan Boon Heong                   | Chin Eei Hui Wong Pei Tty                         | Chan Peng Soon Goh Liu Ying                              |
| 2013                     | Alamsyah Yunus         | P. V. Sindhu          | Goh V Shem Lim Khim Wah                        | Pia Zebadiah Bernadeth Rizki Amelia Pradipta      | Praveen Jordan Vita Marissa                              |
| 2014                     | Simon Santoso          | Yao Xue               | Danny Bawa Chrisnanta Chayut Triyachart        | Huang Yaqiong Yu Xiaohan                          | Lu Kai Huang Yaqiong                                     |
| 2015                     | Lee Hyun-il            | Nozomi Okuhara        | Kenta Kazuno Kazushi Yamada                    | Christinna Pedersen Kamilla Rytter Juhl           | Joachim Fischer Nielsen Christinna Pedersen              |
| 2016                     | Lee Chong Wei          | P. V. Sindhu          | Marcus Fernaldi Gideon Kevin Sanjaya Sukamuljo | Misaki Matsutomo Ayaka Takahashi                  | Zheng Siwei Li Yinhui                                    |
| 2017                     | Ng Ka Long             | Saina Nehwal          | Berry Angriawan Hardianto                      | Jongkolphan Kititharakul Rawinda Prajongjai       | Tan Kian Meng Lai Pei Jing                               |
| BWF World Tour Super 500 |                        |                       |                                                |                                                   |                                                          |
| 2018                     | Viktor Axelsen         | Ratchanok Intanon     | Fajar Alfian Muhammad Rian Ardianto            | Christinna Pedersen Kamilla Rytter Juhl           | Tang Chun Man Tse Ying Suet                              |
| 2019                     | Son Wan-ho             | Ratchanok Intanon     | Marcus Fernaldi Gideon Kevin Sanjaya Sukamuljo | Yuki Fukushima Sayaka Hirota                      | Yuta Watanabe Arisa Higashino                            |
| 2020                     | Kento Momota           | Chen Yufei            | Kim Gi-jung Lee Yong-dae                       | Li Wenmei Zheng Yu                                | Zheng Siwei Huang Yaqiong                                |
| 2021                     | Pas de compétition     | Pas de compétition    | Pas de compétition                             | Pas de compétition                                | Pas de compétition                                       |
| 2022                     | Chico Aura Dwi Wardoyo | An Se-young           | Fajar Alfian Muhammad Rian Ardianto            | Chen Qingchen Jia Yifan                           | Zheng Siwei Huang Yaqiong                                |
| 2023                     | H.S. Prannoy           | Akane Yamaguchi       | Kang Min-hyuk Seo Seung-jae                    | Baek Ha-na Lee So-hee                             | Dechapol Puavaranukroh (en) Sapsiree Taerattanachai (en) |
| 2024                     | Viktor Axelsen         | Wang Zhiyi            | Kim Astrup Anders Skaarup Rasmussen (en)       | Rin Iwanaga Kie Nakanishi                         | Goh Soon Huat (en) Shevon Jemie Lai (en)                 |
| 2025                     | Li Shifeng             | Wang Zhiyi (en)       | Man Wei Chong (en) Tee Kai Wun (en)            | Liu Shengshu Tan Ning                             | Feng Yanzhe Huang Dongping                               |